# Système de gestion de données techniques
Un système de gestion de données techniques, ou SGDT, est un ensemble d'outils informatiques pour la gestion des données techniques liées à un projet de conception.
Ces outils ont pour objectifs de remplir les fonctions suivantes :
stocker, gérer et contrôler toutes les informations et processus concernant la définition, la production et la maintenance d'un produit.
L'acronyme correspondant en anglais est PDM, pour product data management.

## PLM
Le terme anglais PLM (product lifecycle management), en français « gestion du cycle de vie des produits » (GCVP), tend à remplacer celui de SGDT.
Il en constitue en fait une extension, rajoutant généralement aux SGDT traditionnels :
- un mode collaboratif, avec gestion des droits,
- une gestion du cycle de vie et le support du versionnage.